# العلاقات البرازيلية الكولومبية
العلاقات البرازيلية الكولومبية هي العلاقات الثنائية بين جمهورية البرازيل الاتحادية وجمهورية كولومبيا. تملك البرازيل سفارة في بوغوتا وتملك كولومبيا سفارة في برازيليا. ماريا إليزا بيرينغير هي السفيرة البرازيلية في كولومبيا، وأليخاندرو بوردا هو السفير الكولومبي في البرازيل. تشترك البرازيل وكولومبيا في حدود برية. لم تكن العلاقات بين البلدين الأفضل على الإطلاق طوال تاريخهما، فواجهت العديد من العوائق في الماضي، ولكنهما قررا مؤخرًا تغيير ذلك وتحسينه، فعززا العلاقات مع بعضهما البعض بشكل هائل. تجسد الدافع الذي حفز القوى بين هذين البلدين بأنهما دولتان متجاورتان يمكنهما الاستفادة بشكل كبير من جميع الجوانب إذا تحسنت العلاقات مع بعضها البعض. يعمل البلدان من أجل هذا بعدة طرق، فعملا على تقوية العلاقات من خلال توقيع الاتفاقيات والقوانين والمعاهدات وتطبيقهم.

## التجارة والاستثمار بين البرازيل وكولومبيا
لم تكن التجارة بين هذين البلدين ذات أهمية حتى العقد الماضي تقريبًا الذي شهد ارتفاعًا كبيرًا في الحركة التجارية. زادت التدفقات التجارية بين البرازيل وكولومبيا بشكل ملحوظ منذ عام 2005 حتى عام 2014، إذ ارتفعت من 1.5 مليار دولار أمريكي إلى 4.1 مليار دولار أمريكي. تُعد هذه زيادة كبيرة في النمو التجاري لكلا البلدين. تنوعت قائمة الصادرات بين البلدين على نطاق واسع، فتجسدت الموارد الرئيسية التي صدرتها البرازيل إلى كولومبيا بالبروبين، والسيارات، والإطارات، ومولدات التيار المتردد، ومحركات الاحتراق وأجزاء من المحركات النفاثة التوربينية.
لا تشمل هذه جميع صادرات البرازيل إلى كولومبيا فقط، بل تشمل أيضًا صادرات كولومبيا إلى البرازيل التي تتجسد بالبترول الخام، وقوالب الفحم، والقهوة، والبترول المكرر، والزهور المقطوفة. تصدر كولومبيا ما يقدر بحوالي 2.23 مليار دولار أمريكي إلى البرازيل. يتمتع البلدان بإمكانات أكبر بكثير حتى مع حدوث كل هذا النمو. تريد البرازيل وكولومبيا الاستكشاف لمعرفة الإمكانات الكاملة للعلاقات التجارية الثنائية بينهما. يرى أحد البنوك أن التجارة ستتضاعف تقريبًا في المستقبل إذا استمر البلدان باتباع نفس المسار.
تساعد الاتفاقيات التجارية أيضًا على تعزيز التجارة بين البرازيل وكولومبيا. ساعدت إحدى الاتفاقيات الموقعة مؤخرًا على تحسين التجارة أكثر، وحسنت التجارة في قطاع السيارات وساعدت في ضمان اتفاق وُقِّع عليه قبل أكتوبر عام 2015، والذي سعى إلى تعزيز التجارة الثنائية لتشمل المركبات أيضًا. يُعد الاستثمار الجانب الآخر الذي يساعد هذه العلاقات. إن امتلاك كولومبيا لواحد من أكبر الاقتصادات في أمريكا الجنوبية هو سبب يجعلها وجهة استثمارية للعديد من الدول بما في ذلك البرازيل. استثمرت الشركات البرازيلية في العديد من القطاعات بما في ذلك صناعة الحديد والصلب، والنفط والتعدين، والتمويل، وحتى تكنولوجيا المعلومات.
تحتوي هذه القائمة على عدد قليل من القطاعات التي تستثمرها البرازيل في كولومبيا، فتملك البرازيل أيضًا شركة نفط تعمل في كولومبيا، وهي شركة براسبيترو التي تعمل حاليًا في عشر دول بما في ذلك كولومبيا. أنشأت البرازيل أيضًا شركة تجارية تابعة لشركة إنتربراس. كان من المتوقع أن تنفذ هذه الشركة أعمالًا تجارية مع العديد من البلدان بما في ذلك كولومبيا، وأن تجني ملايين الدولارات أيضًا.

## العلاقات المستقبلية
تُعد العلاقات بين البرازيل وكولومبيا في وضع جيد اليوم. تساعد جميع الاتفاقات المذكورة أعلاه هذه العلاقات بشكل رئيسي. سيواصل البلدان العمل معًا في المستقبل ويأملان في مواصلة تعزيز التجارة بينهما. يبدو المستقبل مشرقُا بينهما في الوقت الراهن، فإذا استمرا في العمل معًا على الاتفاقيات، فستواصل علاقاتهما مع بعضهما البعض بالازدهار.

## مقارنة بين البلدين
هذه مقارنة عامة ومرجعية للدولتين:
| وجه المقارنة                                              | البرازيل | كولومبيا        |
| --------------------------------------------------------- | --- | --------------- |
| المساحة (كم2)                                             | 8.52 مليون | 1.14 مليون      |
| عدد السكان (نسمة)                                         | 202.66 مليون | 49.07 مليون     |
| الكثافة السكانية (ن./كم²)                                 | 23.79 | 43.04           |
| العاصمة                                                   | برازيليا، ريو دي جانيرو | بوغوتا          |
| اللغة الرسمية                                             | برتغالية برازيلية، Brazilian Sign Language ‏ | اللغة الإسبانية |
| العملة                                                    | ريال برازيلي، كروزيرو ريال برازيلي ‏، كروزيرو البرازيلية (1990–1993)، البرازيلي كروزادو نوفو، كروزادو برازيلي، cruzeiro ‏، كروزيرو البرازيلية (1942–1967)، الريال البرازيلي (قديم) | بيزو كولومبي    |
| الناتج المحلي الإجمالي (بليون دولار)                      | 2.06 تريليون | 309.19 مليار    |
| الناتج المحلي الإجمالي (تعادل القوة الشرائية) بليون دولار | 3.22 تريليون | 724.96 مليار    |
| الناتج المحلي الإجمالي الاسمي للفرد دولار أمريكي          | 8.54 ألف | 7.60 ألف        |
| الناتج المحلي الإجمالي للفرد دولار أمريكي                 | 15.89 ألف | 13.36 ألف       |
| مؤشر التنمية البشرية                                      | 0.754 | 0.720           |
| رمز المكالمات الدولي                                      | +55 | +57             |
| رمز الإنترنت                                              | .br | .co             |
| المنطقة الزمنية                                           | | 00              |

## مدن متوأمة
في ما يلي قائمة باتفاقيات التوأمة بين مدن برازيلية وكولومبية:
- ترتبط ريو دي جانيرو مع كالي باتفاقية توأمة منذ 1969.
- ترتبط برازيليا مع بوغوتا باتفاقية توأمة منذ 2004.
- ترتبط ريبيراو بريتو مع بوكارامانغا باتفاقية توأمة.

## منظمات دولية مشتركة
يشترك البلدان في عضوية مجموعة من المنظمات الدولية، منها:
| علم المنظمة | اسم المنظمة                                                          | تاريخ انضمام البرازيل | تاريخ انضمام كولومبيا |
| ----------- | -------------------------------------------------------------------- | --------------------- | --------------------- |
|             | مجموعة دول الأنديز                                                   | ?                     | ?                     |
|             | وكالة حظر الأسلحة النووية في أمريكا اللاتينية ومنطقة البحر الكاريبي ‏ | ?                     | ?                     |
|             | الاتحاد البريدي العالمي                                              | ?                     | ?                     |
|             | يونسكو                                                               | 4 نوفمبر 1946         | 31 أكتوبر 1947        |
|             | البنك الدولي للإنشاء والتعمير                                        | 14 يناير 1946         | 24 ديسمبر 1946        |
|             | منظمة الشرطة الجنائية الدولية                                        | ?                     | ?                     |
|             | الأمم المتحدة                                                        | 24 أكتوبر 1945        | 5 نوفمبر 1945         |
|             | مؤسسة التنمية الدولية                                                | 15 مارس 1963          | 16 يونيو 1961         |
|             | مجموعة دول أمريكا اللاتينية والكاريبي                                | ?                     | ?                     |
|             | منظمة التجارة العالمية                                               | ?                     | ?                     |
|             | وكالة ضمان الاستثمار متعدد الأطراف                                   | 7 يناير 1993          | 30 نوفمبر 1995        |
|             | اتحاد دول أمريكا الجنوبية                                            | ?                     | ?                     |
|             | الاتحاد الدولي للاتصالات                                             | 4 يوليو 1877          | 25 أغسطس 1914         |
|             | مؤسسة التمويل الدولية                                                | 31 ديسمبر 1956        | 20 يوليو 1956         |
|             | الفريق المعني برصد الأرض                                             | ?                     | ?                     |
|             | منظمة حظر الأسلحة الكيميائية                                         | ?                     | ?                     |

## وصلات خارجية
- موقع وزارة الخارجية البرازيلية